# Ланте
Ланте (эст. Lante) — деревня в волости Кадрина в уезде Ляэне-Вирумаа на северо-западе Эстонии. По данным переписи 1 января 2020 года в деревне проживало 27 человек. Площадь деревни составляет 5,5 км².
Деревня является частью волости Кадрина с 9 апреля 1992 года.

## География
Ланте располагается в 91,6 км от Таллина. Ближайший крупный к посёлку город — Раквере, расположенный в 13,2 км к востоку от Ланте. В окрестностях Ланте растет в основном смешанный лес.

## Климат
Среднегодовая температура в этом районе составляет 3 °C. Самый жаркий месяц — июль, когда средняя температура составляет 17 °C, а самый холодный — январь с –12 °C.

## Демография
Ниже вы можете увидеть демографические изменения с 2000 по 2020 годы.
| 2000 | 2011 | 2019 | 2020 |
| ---- | ---- | ---- | ---- |
| 28   | ↘16  | ↗28  | ↘27  |